# Parafín

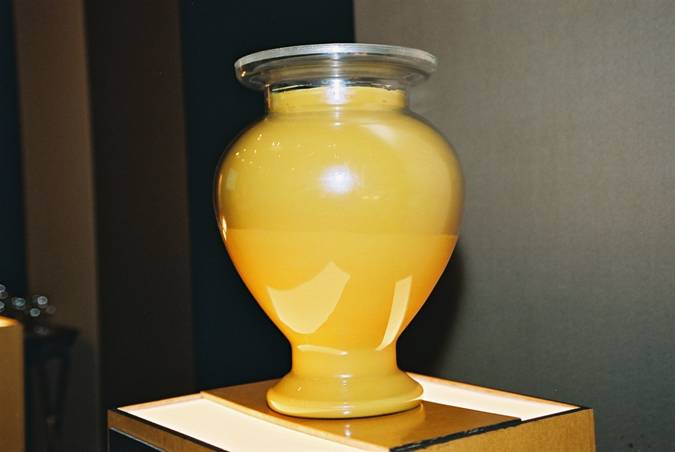
Surový parafín ve sklenici

Parafín (též parafin) je bílá, v surovém stavu spíše nažloutlá až nahnědlá, amorfní směs vyšších nasycených alifatických uhlovodíků (alkanů). Je bez chuti a zápachu, ve vodě nerozpustný.
Získává se při destilaci ropy nebo krystalizačním odparafínováním hnědouhelného dehtu, popřípadě se vyrábí katalytickou syntézou. Poprvé jej z dehtu izoloval Karel Ludwig von Reichenbach v Blansku v roce 1833. Teplota tání se pohybuje od 42 °C (parafin měkký) do 65 °C (parafin tvrdý) i výše, teplota varu je zhruba 300 °C. Parafin je směs pevných uhlovodíků řady CnH2n+2 (alifatických-rovinných) (alkanů). Relativní permitivita εr parafínu je 2 až 2,3.

## Využití parafínu
Parafínu se využívá v mnoha odvětvích pro jeho snadnou tavitelnost a tvárnost, vodoodpudivost, termoizolační vlastnosti i energetickou využitelnost. Některé oblasti využití:
- výroba svíček – na svíčky se používá parafín s obsahem oleje do 2 %
- používá se jako přísada do otrávených návnad pro hlodavce (návnadu nadnáší ve vodě)[3]
- kosmetika – krémy, masti, rtěnky, líčidla
- lázeňství – zábaly
- historicky k uzavření sklenice při zavařování marmelád
- výroba hydroizolačních či kluzných vosků či krémů (lyžařských, automobilových, na obuv, štěpařských)
- přesné odlévání kovů či jiných materiálů
- impregnace dřeva
- stavebnictví – injektáže do zdiva, impregnace stavebních prvků
- ochrana střeliva (například dynamitových patron) před vlhkostí[3]
- zalévání do tkání při přípravě preparátu v histologii
- odstínění neutronové radiace, například na ruských raketových základnách[zdroj?]

Parafín se dodává k dalšímu zpracování v tekuté nebo tuhé formě. Parafín v tuhé formě zpracovaný od výrobce má formu šupinek, pecek anebo desek. Cena obyčejného parafínu se pohybuje kolem 50 Kč/kg (2015). Označení parafínu (např. 60/62 nebo 50/52) značí teplotu tání.